# Conyza schiedeana
Conyza schiedeana là một loài thực vật có hoa trong họ Cúc. Loài này được (Less.) Cronquist mô tả khoa học đầu tiên năm 1943.